# Karlsruher SC
Karlsruher Sport-Club Mühlburg-Phönix Eingetragener Verein é uma agremiação esportiva alemã, fundada a 6 de junho de 1894, sediada em Karlsruhe, no estado de Baden-Württemberg, campeão alemão em uma ocasião e por duas da Copa da Alemanha.

## História

### Um suceder de fusões
O Karlsruher SC nasce de uma série de fusões de sociedades esportivas. A mais antiga proveniência é o KFC Phönix, fundado em 6 de junho de 1894 por membros insatisfeitos com o clube de ginástica Karlsruher Turngemeinde. Torna-se bem cedo uma forte equipe em nível regional, conquistando o título nacional, em 1909, ao derrotar por 4 a 2 o então campeão Viktoria 89 Berlin. Em 1912, o Phönix se funde com o KFC Alemannia, fundado em 1897, surgindo o KFC Phoenix (Phoenix Alemannia).
Foi com o nome de Phönix Karlsruhe que o clube entrou na Gauliga Baden, uma das 16 divisões criadas a partir da reorganização do futebol alemão feita pelo Terceiro Reich. Saiu da primeira divisão por uma só temporada, 1936, mas tornou a competir ainda que com resultados medíocres nos anos sucessivos. Na temporada 1943-1944, o Karlsruhe jogou junto com o Germania Durlach com uma equipe mista chamada KSG (Kriegssportgemeinschaft) Phönix/Germania Karlsruhe. Depois da Segunda Guerra Mundial, em 1946, o Phönix  ressurgiu para competir na então formada primeira divisão Oberliga Süd, terminando em décimo-quinto na sua primeira temporada. A equipe foi rebaixada na temporada sucessiva.
Dois outros filões na evolução do KSC foram a fundação do FC Mühlburg, em 1905, da fusão do 1. FV Sport Mühlburg, fundado em 1890, e del Viktoria Mühlburg, fundado em 1892, além da fusão do FC Germania, fundado em 1898, e do FC Weststadt, fundado em 1902, que formaram o VfB Karlsruhe em 1911. O FC Mühlburg e o VfB Karlsruhe se fundiram para formar o VfB Mühlburg, em 1933. A nova equipe iniciou suas atividades na primeira divisão Gauliga Baden, logo depois que esta foi instituída, em 1933.
Tendo sido uma equipe que ficou nas partes mais baixas da tabela durante os anos 1930, as prestações do VfB melhoraram notavelmente no decênio sucessivo. Com a chegada da guerra, a Gauliga Baden foi subdividida em tempos diferentes em uma série de circuitos locais com bases citadinas. A agremiação conquistou três segundos lugares nos torneios divisionais. A Gauliga Baden entrou em colapso em 1944-1945, depois de ter disputado um programa notavelmente reduzido no qual muitas equipes, entre as quais o Mühlburg, não competiram. Depois da guerra, o clube saiu das máximas competições até 1947, quando ganhou a promoção para a Oberliga Süd. A agremiação teve algumas presenças medianas, com exceção da temporada de 1951, na qual perdeu a qualificação aos playoffs para o campeonato nacional, ficando em terceiro lugar, a apenas um ponto do SpVgg Fürth.

### A formação do Karlsruher SC
O KFC Phoenix e o VfB Mühlburg se uniram para formar o atual clube, o Karlsruher Sport-Club Mühlburg-Phönix e.V., em 16 de outubro de 1952 e a nova equipe obteve bons resultados para o resto do decênio. Em 1955, derrotou o FC Schalke 04 por 3 a 2 na final da Copa da Alemanha e repetiu o sucesso no ano seguinte com uma vitória por 3 a 1 sobre o Hamburgo SV. Naquela temporada apresentou-se bem na final do campeonato alemão, no qual perdeu por 4 a 2 para o Borussia Dortmund. O KSC foi campeão da Oberliga Süd em 1956, 1958 e 1960, além de finalista da Copa da Alemanha, em 1960, quando perdeu por 3 a 2 para o Borussia Mönchengladbach. Esses resultados fizeram a equipe ganhar a admissão entre os 16 na recém-nascida liga profissional alemã, a Bundesliga, quando essa teve início em 1963.
O Karlsruhe lutou por cinco temporadas na máxima divisão, sem ir nunca melhor do que o décimo-terceiro lugar, antes de cair para a segunda divisão da Regionalliga Süd. Nas três temporadas sucessivas, a equipe ganhou um primeiro e dois segundos lugares, mas não conseguiu passar pelos playoffs para alcançar a promoção. Em 1974, com a formação da Zweite Bundesliga, que na época possuía duas chaves, o KSC terminou em primeiro lugar na Zweite Bundesliga Süd e voltou para a máxima divisão na temporada 1975-1976, mas permaneceu na mesma por apenas dois anos. Retornou à primeira divisão, em 1980, e por lá permaneceu por quatro estações de ser novamente rebaixada. Depois de dois anos de ausência reconquistou o seu lugar na Bundesliga, em 1987 e deu início a uma longa permanência na elite do futebol alemão.

### A Era Schäfer
Sob o comando do novo treinador Winfried Schäfer, o retorno às vitórias do KSC são assinalados por alguns sucessos, enquanto o clube conseguia pela primeira vez sair da parte baixa da classificação. Na temporada 1993-1994, a equipe teve uma boa presença na Copa da UEFA, saindo apenas nas semifinais ao perder para o Austria Salzburg, pela regra do gol assinalado fora, depois de ter eliminado PSV Eindhoven, Valência CF, Girondins de Bordeaux e Boavista. A impressionante vitória por 7 a 0 no segundo jogo contra o Valência, uma das melhores equipes da Espanha na época, pode ser considerado como o ápice da história centenária do clube. Entre 1992 e 1997, a equipe terminou entre os primeiros nove por seis temporadas consecutivas da Bundesliga e participou de outras duas edições da Copa da UEFA, alcançando a terceira fase, seja na temporada 1996-1997, como em 1997-1998, respectivamente sendo eliminado pelo Brøndby IF e Spartak Moscou.
Em 1995, o KSC venceu a DFB-Hallenpokal, um torneio indoor que ocorria tradicionalmente durante a pausa invernal da Bundesliga. Disputou além disso a final da Copa da Alemanha, em 1996, mas perdeu por 1 a 0 a decisão contra o Kaiserslautern.
Com o fim do milênio, o Karsruhe desapareceu da máxima série. O clube iniciou bem a temporada 1997-1998 da Bundesliga, com duas vitórias e um empate nos primeiros três encontros, mas a queda se iniciou com uma derrota por 6 a 1 frente ao Bayer Leverkusen na quarta rodada. A equipe conseguiu, apesar disso, terminar o primeiro turno fora da zona de rebaixamento, mas uma série de resultados negativos e de empates a levou ao décimo-quinto lugar até a penúltima rodada. Schäfer foi demitido em março de 1998, mas isso não impediu o descenso para a segunda divisão ao ficar no décimo-sexto lugar. Bastava apenas um empate fora contra o
Hansa Rostock, em duelo válido pela última rodada da temporada, para evitar o rebaixamento, mas pereceu diante do adversário por 4 a 2, enquanto o Borussia Mönchengladbach derrotou o Wolfsburg por 2 a 0, alcançando o KSC e terminando em décimo-quinto graças ao melhor saldo de gols.

### Os nove anos na segunda divisão
O KSC terminou em quinto lugar a sua primeira temporada na 2.Bundesliga após o seu rebaixamento, a somente dois pontos do terceiro classificado, o SSV Ulm 1846, que é promovido. Seja como for, um encerramento no último lugar da terrível temporada de 1999-2000, jogada sob graves circunstâncias financeiras, levou à equipe a cair para a Regionalliga
Süd (III). A volta à segunda divisão ocorreu logo graças à obtenção do primeiro lugar na Regionalliga. Após quatro temporadas de jogo medíocre, que culminaram com que o KSC, por pouco, quase sofresse outro descenso, a equipe melhorou nas apresentações e conseguiu um sexto lugar na temporada 2005-2006. Na temporada seguinte venceu o campeonato da segunda divisão com algumas rodadas de antecedência e voltou à Bundesliga após nove anos.

### Dois anos na Bundesliga e novo rebaixamento
O começo da temporada 2006-2007 foi muito positivo, tanto que o Karlsruhe estacionou por algumas semanas nas posições de qualificação para as copas européias, mas uma segunda parte da temporada, não propícia, levou a equipe a descer para a décima primeira posição, fazendo-a, embora, obter uma salvação tranquila. Na temporada seguinte, o KSC não conseguiu repetir a campanha e sofreu novo rebaixamento à segunda divisão, ao ficar em penúltimo ao fim da competição.

### Novos anos na segunda divisão
De volta à segunda divisão, o KSC conseguiu apenas, na temporada 2008-2009, um décimo lugar no campeonato. Na temporada seguinte, foi décimo-quinto, quase sofrendo novo rebaixamento à Regionalliga.

## Elenco atual
Última atualização: 27 de maio de 2025.

## Títulos
| CONTINENTAIS | CONTINENTAIS                   | CONTINENTAIS | CONTINENTAIS               |
|              | Competição                     | Títulos      | Temporadas                 |
| ------------ | ------------------------------ | ------------ | -------------------------- |
|              | Copa Intertoto da UEFA         | 1            | 1996                       |
| NACIONAIS    |                                |              |                            |
|              | Competição                     | Títulos      | Temporadas                 |
|              | Campeonato Alemão              | 1            | 1909                       |
|              | Copa da Alemanha               | 2            | 1954-55 e 1955-56          |
|              | Campeonato Alemão - 2ª Divisão | 3            | 1974-75, 1983-84 e 2006-07 |
|              | Campeonato Alemão - 3ª Divisão | 1            | 2011-12                    |

## Uniformes

### Uniformes atuais
- 1º - Camisa azul com v brancas, calção e meias azuis;
- 2º - Camisa branca, calção e meias brancas;
- 3º - Camisa amarela, calção grená e meias amarelas.

| Primeiro Uniforme | Segundo Uniforme | Terceiro Uniforme |  |

### Uniformes anteriores
- 2010-11

| 1º | 2º | 3º |

- 2010-11

| 1º | 2º | 3º |

## Cronologia recente
A performance recente do clube: